# 雅各布·克罗普
雅各布·克罗普（Jacob Krop，2001年6月4日—），肯尼亚男子田径运动员，2019年非洲20岁以下田径锦标赛男子50000米银牌得主、2022年世界田径锦标赛男子5000米银牌得主、2022年英联邦运动会男子5000米铜牌得主。